# Вайсс, Бирте
Бирте Вайсс (дат. Birte Weiss, урождённая Расмуссен, Rasmussen; род. 1 мая 1941, Фредериксберг) — датская политическая и государственная деятельница. Заместитель председателя партии «Социал-демократы» (1984—1996). Министр информационных технологий и исследований (2000—2001), министр исследований (1999—2000), министр здравоохранения (1997—1998), министр внутренних дел и здравоохранения (1996—1997), министр внутренних дел и по делам церкви (1994—1996), министр внутренних дел (1993—1994). Депутат фолькетинга (1971 1975—1984, 1987—2001).

## Биография
Родилась 1 мая 1941 года, во время Второй мировой войны в Фредериксберге. Родители: Бодиль Халкиер (Bodil Halkier; 1911—1982) и инженер-строитель Кнуд Эйгиль Расмуссен (Knud Eigil Rasmussen; 1904—1991).
В 1959 году окончила среднюю школу.
В 1960—1963 годах получила образование журналиста в социал-демократическом издательстве Den Socialdemokratiske Presse.
Изучала литературу в Копенгагенском университете.
Работала в газете Demokraten («Демократы»), издававшейся издательством Den Socialdemokratiske Presse в Орхусе до 1974 года, затем в газете Dagbladet Information и на Датском радио.
В 2000 году опубликовала книгу Vanviddets vidner, написанную в соавторстве с экспертом Карстеном Фледелиусом, посвящённую боснийским беженцам, около 20 тысяч которых бежали от войны в Данию в первой половине 1990-х годов и которыми Бирте Вайсс занималась как министр внутренних дел в 1993—1997 годах. В 2008 году она опубликовала книгу Krigens arvinger, посвящённую процессу примирения после войны в Боснии.
После ухода в 2001 году из политики работала журналистом в газете Weekendavisen.

## Политическая карьера
Бирте Вайсс участвовала в маршах протеста против атомного оружия в начале 1960-х годов. Бирте Вайсс вступила в партию «Социал-демократы», чтобы изменить изнутри отношение партии к атомному оружию.
По результатам парламентских выборов 21 сентября 1971 года впервые избрана в фолькетинг от партии «Социал-демократы» в избирательном округе амта Западная Зеландия. Не была переизбрана на парламентских выборах 4 декабря 1973 года, на которых «Социал-демократы» потеряли 24 места. Вновь избрана на парламентских выборах 9 января 1975 года. Не была переизбрана на парламентских выборах 10 января 1984 года. Вновь избрана на парламентских выборах 8 сентября 1987 года в Южном избирательном округе. Была депутатом с перерывами в течение 25 лет, до парламентских выборов 2001 года.
Бирте Вайсс была членом Радиосовета (Radiorådet), председателем в 1981—1986 годах. Радиосовет, в котором представлены основные политические партии, осуществлял общее руководство Датским радио до 1987 года. Бирте Вайсс стала первой женщиной на этом посту. Бирте Вайсс попыталась привлечь больше женщин в процессы управления этим общественным институтом.
Бирте Вайсс была заместителем председателя партии в течение 12 лет, с 1984 по 1996 год.
25 января 1993 года назначена министром внутренних дел в коалиционном правительстве под руководством премьер-министра Поуля Нюрупа Расмуссена. Правительство ушло в отставку 27 сентября 1994  года.
27 сентября 1994 года назначена министром внутренних дел и по делам церкви в следующем коалиционном правительстве под руководством премьер-министра Поуля Нюрупа Расмуссена. Правительство ушло в отставку 30 декабря 1996 года.
30 декабря 1996 года назначена министром внутренних дел и здравоохранения в следующем коалиционном правительстве под руководством премьер-министра Поуля Нюрупа Расмуссена. 20 октября 1997 года министром внутренних дел назначен Торкильд Симонсен, а Бирте Вайсс — министром здравоохранения. Правительство ушло в отставку 23 марта 1998 года.
После парламентских выборов 1998 года баллотировалась на выборах председателя фолькетинга. В случае избрания стала бы первой женщиной на этом посту. Депутат от  Фарерских островов Йоуаннес Айдесгорд неожиданно отозвал свою поддержку Бирте Вайсс и она проиграла выборы вничью Ивару Хансену из «Венстре». 26 марта избрана первым заместителем председателя и членом президиума фолькетинга.
При перестановках 10 июля 1999 года в коалиционном правительстве под руководством премьер-министра Поуля Нюрупа Расмуссена назначена министром исследований. При перестановках 21 декабря 2000 года назначена министром информационных технологий и исследований. Правительство ушло в отставку 27 ноября 2001 года.
В 2001 году ушла из политики.

## Личная жизнь
В 1965 году вышла замуж за журналиста Ове Вайсса (род. 1940). Их дети: 
Ларс Вайсс (род. 1971) — временно исполняющий обязанности обер-бургомистра (мэра) Копенгагена в 2020—2021 годах и с 2024 года, и Якоб Вайсс (Jakob Weiss), менеджер по продажам в Berlingske Media.